# Preó
Els preons són partícules hipotètiques que serien els constituents últims de la matèria, en particular dels quarks i dels leptons, i foren proposats per Jogesh Pati i Abdus Salam l'any 1974. En la versió inicial del model, els preons satisfarien la teoria de la relativitat i la mecànica quàntica convencionals.
Un versió més recent, els superbradions, preons superluminals que no satisfarien la relativitat convencional i podrien violar igualment la mecànica quàntica, va ser proposada pel físic català Lluís González-Mestres l'any 1995.